# Principat de Seborga
El principat de Seborga (italià: Principato di Seborga) és una micronació no reconeguda, situada a la regió italiana de Ligúria (província d'Imperia), prop de la frontera amb França. S'autoproclama com a principat independent i reivindica el territori del municipi de Seborga.

## Història

### De la fundació de Seborga fins a la seva venda
El primers indicis d'assentaments a Seborga es remunten al s.V aC quan les continues incursions marítimes empenyeren els habitants de la costa de Liguria terra endins. La zona fou dominada per Roma i posteriorment per diverses tribus bàrbares.
Durant l'edat mitjana, els terrenys foren cedits als monjos benedictins de l'Abadia de Lerins. Foren els mateixos monjos que, el 1079, reclamaren el títol de Prínceps-Abats de Seborga al Papa Gregori VII, responent des de llavors ja només davant la Santa Seu, i consumant el que suposà el fet fundacional del principat.
Durant segles, Seborga prosperà entre tensions, tant externes, amb una República de Gènova que es lamentava de tenir un enclavament intern que escapés al seu control, com internes, amb una població totalment depenent de l'agricultura que es maleïa d'haver de pagar impostos als monjos. Les tensions s'accentuaren durant el s.XVII, quan una sèrie d'anys de males collites, deixaren una població i una classe governant amb serioses dificultats econòmiques. El 1666 es començà a encunyar el luigini, moneda pròpia del principat, per mirar de redreçar la situació.
Amb tot, els problemes econòmics continuaren, de forma que el 1697 el príncep-abat Giuseppe de Meyronnet començà a ponderar la idea de vendre Seborga i tots els seus terrenys. Com a potencials compradors hi havia el Ducat de Savoia, l'opció preferida pel príncep-abat, i la República de Gènova, que des de sempre havia desitjat engolir Seborga. En paral·lel, sorgiren molts interessats a adquirir Seborga a títol individual: el compte Vespucci de Mòdena, Filippo Ercolani de Bolonya o els Grimaldi de Mònaco. Finalment, el 30 de gener de 1729, es produí la venda de Seborga a Víctor Amadeu II de Savoia, rei de Sardenya, en un acte a París.

### La revelació de Giorgio Carbone
El cap de la cooperativa local de floricultors, Giorgio Carbone, fou un seborgà que compaginà al llarg de la seva vida les seves dues grans passions: les flors (sobretot el cultiu de mimoses) i la història del seu municipi. Dugué a terme una exhaustiva recerca sobre els arxius històrics intentant reconstruir els últims segles d'història de Seborga.
La compravenda celebrada a París, sempre segons la teoria de Carbone, no explicità que el rei de Sardenya assumís la sobirania de Seborga, sinó que simplement esdevindria una possessió seva sobre la qual exerciria un rol de protector (ius patronatus). L'acord estipulava, per tant, que els diners per a la compra haurien de sortir de les arques privades de Víctor Amadeu II i no de les del Regne de Sardenya. A més a més, en qualsevol cas, no hi ha cap registre que el pagament es fes mai efectiu.
Quan les gran potencies d'Europa es reuniren el 1815 al Congrés de Viena per establir les fronteres del continent, no es mencionà Seborga. Quan els estats italians s'unificaren el 1861, tampoc es mencionà Seborga. Quan el 1946, després de l'exili d'Humbert II, Itàlia es convertí en república, un cop més, s'ignorà Seborga.

### Del referèndum a l'actualitat
El 1995, convençut que la seva recerca l'avalava, Giorgio Carbone informà als seborguesos que, al cap i a la fi, Seborga no formava part d'Itàlia. Un referèndum local confirmà aquesta realitat i ratificà la independència de Seborga.
Giorgio Carbone fou escollit príncep, sota el títol històric de Sa Tremenditat (italià: Sua Tremendità) i governà amb el nom de Giorgio I. Formà un gabinet amb diversos ministres; encunyà de nou la moneda històrica de Seborga, el luigino; i definí una bandera i un himne per al principat. Fou tot un personatge durant el seu regnat; sovint se'l veia lluint una banda, una espasa, diverses condecoracions i viatjant a bord d'un Mercedes negre amb matrícula de Seborga, número 0001.
Retingué el títol fins a la seva mort, el 25 de novembre de 2009. Posat que el títol del sobirà de Seborga no és hereditari, costum que es remunta als monjos benedictins que havien de designar un príncep-abat, se celebraren eleccions i Carbone fou succeït al tron per Marcello Menegatto, qui fou coronat el 22 de maig del 2010 com a Sa Altesa Sereníssima Marcello I. El 2017 es dugueren a terme les primeres eleccions a príncep no provocades per la defunció del predecessor. Mark Dezzani, un jove DJ que havia viscut 40 anys a Seborga, es presentà com a candidat alternatiu, però Marcello I revalidà el títol.
El 12 d'abril de 2019, Menegatto abdicà en favor de la seva dona, Nina Menegatto, que fou escollida també a les urnes el 10 de novembre del mateix any.
| Títol              | Nom                | Inici regnat     | Fi regnat                    |
| ------------------ | ------------------ | ---------------- | ---------------------------- |
| Príncep Giorgio I  | Giorgio Carbone    | 14 Maig 1963     | 25 Novembre 2009 (defunció)  |
| Príncep Marcello I | Marcello Menegatto | 25 Abril 2010    | 10 novembre 2019 (abdicació) |
| Princesa Nina      | Nina Menegatto     | 10 Novembre 2019 | regna actualment             |

## Seborga avui dia

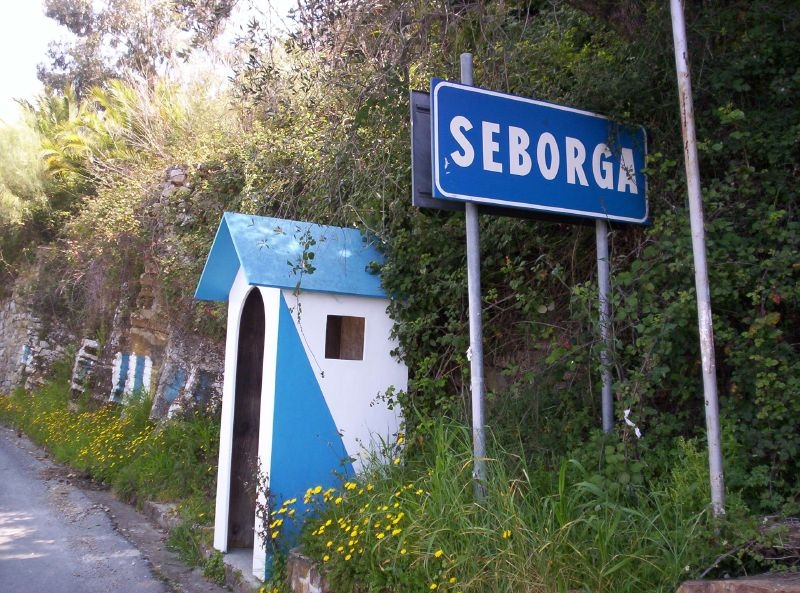
Post fronterer a la carretera que arriba a Seborga.

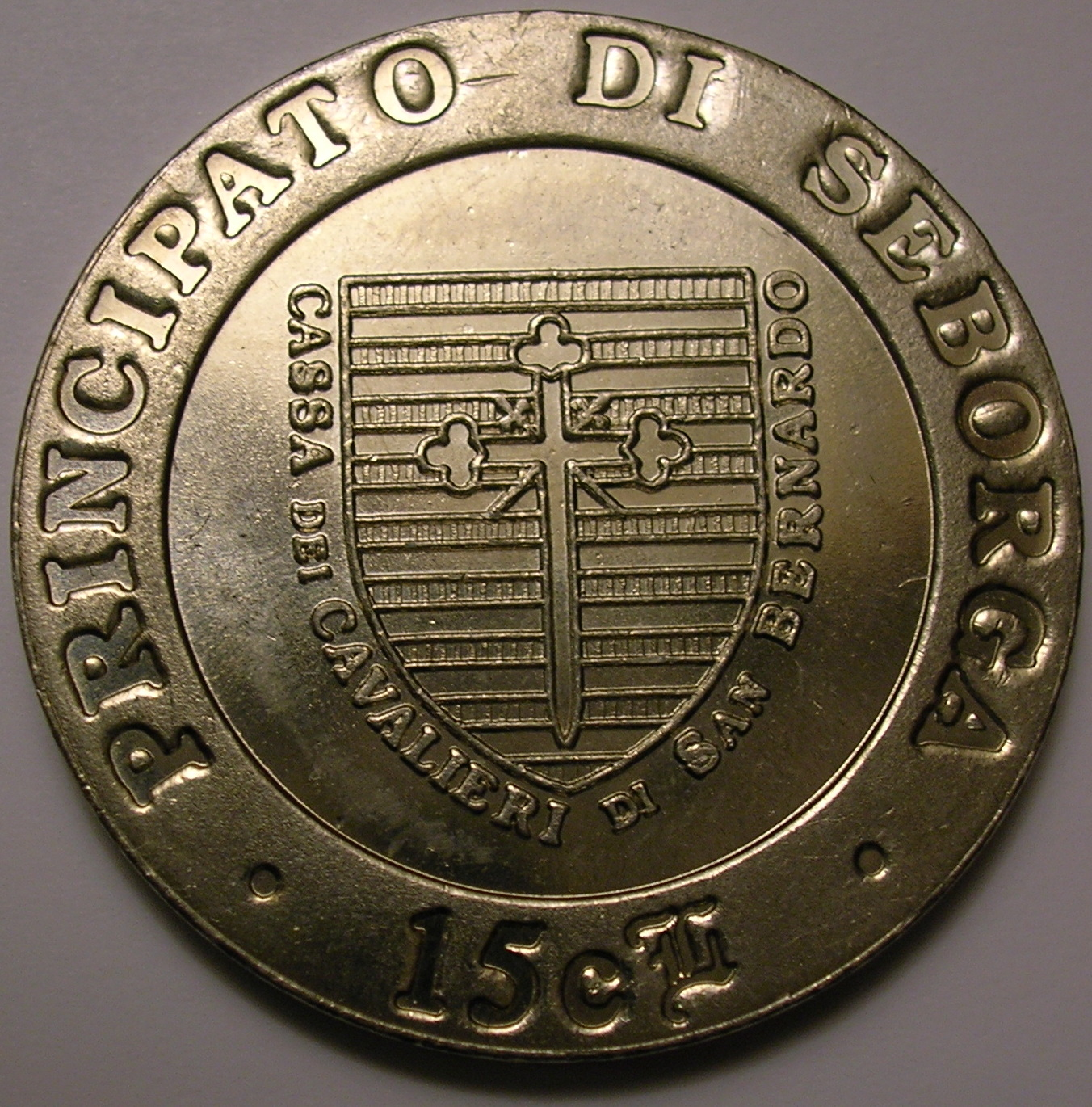
Una moneda de 15 cèntims de luigini.

El clam d'independència de Seborga segueix vigent a dia d'avui, malgrat que l'estat italià no se l'ha pres mai massa seriosament. El fenomen, que molts cops es vesteix amb exotisme i excentricitat, ha estat acusat d'estar únicament motivat a atreure turisme al d'altra banda potser irrellevant municipi.
En qualsevol cas, des del lloc web oficial del principat s'esgrimeixen els arguments en el seu dia formulats per Giorgio Carbone, avesats a defensat la teoria que dona suport a la independència de Seborga. El principat compta amb un grup de voluntaris que actuen com a cos de defensa i control de fronteres, l'anomenat Corpo delle Guardie, que a la temporada turística formen guàrdia al costat dels postos fronterers col·locats a la carretera d'accés al poble.
La moneda local de Seborga és el luigino de Seborga, divisible en 100 cèntims. A data d'avui no existeixen bitllets. El luiginos circulen en paral·lel als euros pel municipi, però no són reconeguts enlloc fora de Seborga. El seu valor està referenciat al dolar, amb un tipus de canvi fix: 1 SPL = 6 USD.

## Banderes
En el transcurs de la seva història, el principat de Seborga ha tingut les següents banderes:

s.XII - 1729
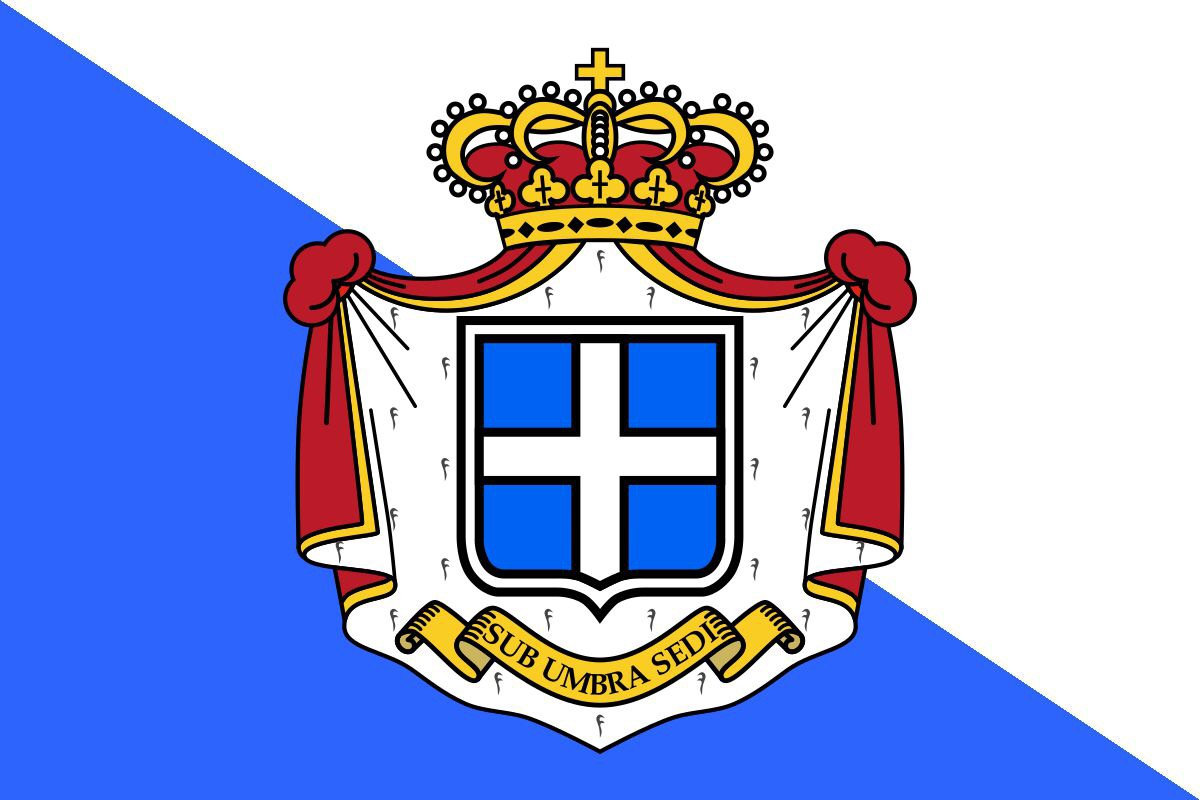
1995-1997
1997-actualitat